# Fairplains
 (juillet 2025).
Fairplains est une census-designated place située dans le comté de Wilkes, dans l’État de Caroline du Nord, aux États-Unis. Lors du recensement de 2020, elle comptait 2 029 habitants.